# Frederick Smallbone
Frederick Smallbone, född den 22 januari 1949 i Edmonton, London, är en brittisk roddare.
Han tog OS-silver i åtta utan styrman i samband med de olympiska roddtävlingarna 1976 i Montréal.